# HD14437
HD14437 — хімічно пекулярна зоря спектрального класу B9, що має видиму зоряну величину в смузі V приблизно  7,3.
Вона  розташована на відстані близько 644,6 світлових років від Сонця.

## Пекулярний хімічний вміст
Зоряна атмосфера HD14437 має підвищений вміст 
Cr
.

## Магнітне поле
Спектр даної зорі вказує на наявність магнітного поля у її зоряній атмосфері.
Напруженість повздовжної компоненти поля оціненої з аналізу
становить 1829,0± 259,7 Гаус.